# Джеси Джеймс (филм, 1939)
„Джеси Джеймс“ (на английски: Jesse James) е американски уестърн, излязъл по екраните през 1939 година, режисиран от Хенри Кинг с участието на Тайрън Пауър, Хенри Фонда и Рандолф Скот в главната роля.

## Сюжет
Историята започва с изкупуването на земя от бедните фермери в Мисури от железопътната компания. Сред тези бедни селяни е и майката на Джеси и Франк Джеймс, която не подписва договора за продажба на земята им. Но човекът, който отговаря за закупуването на земята, недоволен от отказа, подготвя нападение върху къщата на Джеймс, което завършва със смъртта на майка им. Братята, за да отмъстят за смъртта на майка си, започват серия от грабежи, като винаги жертва на тези престъпления е железницата.
Борбата на безпомощните срещу всемогъщата железница кара братята Джеймс да придобият голяма популярност в целия американски Запад. С течение на годините младите бунтовници стават истински отшелници и имат цяла армия преследвачи зад гърба си с желание да ги заловят. Джеси се е оженил и има дете, уморен от живота на престъпник, той подготвя голям обир на банка. Грабежът пропада и голяма част от бандата е унищожен при засада, а братята Джеймс се спасяват по чудо.
Желаещ да се пенсионира и да води друг живот, Джеси се оттегля в далечна къща с жена си и детето, но съдбата е отредила друго.

## В ролите
| Актьор        | Роля            |
| ------------- | --------------- |
| Тайрън Пауър  | Джеси Джеймс    |
| Хенри Фонда   | Франк Джеймс    |
| Нанси Кели    | Зерелда (Зи)    |
| Рандолф Скот  | Уил Райт        |
| Хенри Хъл     | Майор Ръфъс Коб |
| Слим Съмървил | тъничар         |